# Wissenschaftliche Untersuchungen zum Neuen Testament
Wissenschaftliche Untersuchungen zum Neuen Testament (WUNT) ist der Titel von inzwischen zwei Buchreihen zur neutestamentlichen Wissenschaft. Die Reihen erscheinen im Mohr Siebeck Verlag. Langjähriger Herausgeber der ursprünglichen Reihe war Martin Hengel. Inzwischen ist die Herausgeberschaft an Jörg Frey und ein internationales Herausgeberteam übergegangen.
Die ursprüngliche Reihe Wissenschaftlichen Untersuchungen zum Neuen Testament, gelegentlich als WUNT I bezeichnet, behandelt in ihren Veröffentlichungen das frühe Christentum und seine jüdische und griechisch-römische Umwelt. In dieser Reihe erscheinen neben Monografien erfahrener Forscher auch Aufsatzbände von renommierten Gelehrten und Tagungsbände zu Themen des Fachgebiets.
Die jüngere Reihe Wissenschaftliche Untersuchungen zum Neuen Testament 2. Reihe (kurz WUNT II) versammelt neben herausragenden Dissertationen und Monographien jüngerer Forscher auch Tagungsbände zu wesentlichen Themen der neutestamentlichen Forschung.
Beiden Reihen gemein ist eine historisch-philologische Prägung sowie eine stark internationale, exegetische Schulen und Fächergrenzen überschreitende Ausrichtung.